# شیتبوریتسه
شیتبوریتسه (به لاتین: Šitbořice) یک منطقهٔ مسکونی در جمهوری چک است که در ناحیه برتسلاو واقع شده‌است. شیتبوریتسه ۱٬۹۲۷ نفر جمعیت دارد.